# Hospital General de la Plaza de la Salud
El Hospital General de la Plaza de la Salud (HGPS) es una entidad de atención de salud sin fines de lucro ubicada en la Avenida Ortega y Gasset, Ensanche La Fe, Santo Domingo, Distrito Nacional de la República Dominicana.
Considerado uno de los principales hospitales de referencia de República Dominicana.
El HGPS está  dirigido por un Patronato creado por el Decreto N º 131, de fecha 18 de abril de 1996 y ratificado por el Congreso mediante la Ley No.78-99, de fecha 24 de julio de 1999. El Patronato está integrado por 16 miembros que incluyen distinguidos doctores, empresarios y personas dedicadas a servir a la comunidad dominicana, así como miembros Ex officio: el Secretario de Estado de Salud Pública y Bienestar Social, el director del Instituto Dominicano de Seguros Sociales, el presidente del Consejo Nacional de Hombres de Negocios y el Secretario de Trabajo.
Bajo la supervisión del Patronato, el HGPS tiene una estructura organizativa encabezada por la Dirección Administrativa, responsable de coordinar la planificación y gestión para lograr los objetivos de la institución, también cuenta con la administración de una Dirección Médica, la Dirección Administrativa tiene como dependientes a la subdirección Financiera y la subdirección de Operaciones. De estas direcciones dependen las Gerencias, departamentos y unidades de servicio que conforman toda la institución. En el 2018, el HGPS cuenta con 1,700 empleados.
El personal médico del HGPS está conformado por especialistas y sub-especialistas así como médicos internistas y generales, agrupados en las siguientes áreas de atención: Medicina interna y especialidades, cirugía general y especialidades, ginecología y obstetricia, gastroenterología y endoscopia, Medicina de Emergencias, Pediatría y especialidades, Cardiología, Medicina física y rehabilitación, Atención Primaria, Radiología, Medicina Nuclear, Ortopedia  y Traumatología, Laboratorio y banco de sangre, Patología y especialidades, Cuidados intensivos, Trasplante de Órganos, Neurocirugía¸  Cirugía Cardiovascular, Urología¸  Otorrinolaringología, Hemodinamia, Endocrinología, Nutrición, Hematología, Oncología, Odontología, Oftalmología, Neumología, Reumatología, Audiología, Dermatología, Neurología, Nefrología, Salud mental, Infectología, Geriatría,  Clínica del Pie Diabético, Centro de Vacunación, Unidad de Salud Preventiva, Enfermería, Investigación Clínica, Epidemiologia y Farmacia.
Desde el año 2009, el HGPS cuenta con un Récord Médico Electrónico que permite además la visualización digital de las imágenes diagnosticas y resultados de laboratorios de sus pacientes en todas las áreas del hospital.
El HGPS es un Centro Docente Universitario desde el 2002 con cinco programas de Residencias Médicas en las áreas de Medicina Familiar y Comunitaria, Medicina de Emergencia y Desastres, y Medicina Física y Rehabilitación, Imágenes Diagnósticas, Medicina Crítica Pediátrica y Terapia Intensiva adulto, avalados por la Universidad Iberoamericana (UNIBE).

## Historia
Las instituciones médicas de la Plaza de la Salud: el Hospital General de la Plaza de la Salud (HGPS) y el Centro de Diagnóstico y Medicina Avanzada y de Conferencias Médicas y Telemedicina (CEDIMAT), parten del concepto creado por el Dr. Juan Manuel Taveras Rodríguez, médico especialista Dominicano reconocido a nivel mundial, considerado el padre de Neuroradiología. En 1996, el presidente Joaquín Balaguer, por decreto, designó un área de 20,534.417 metros cuadrados para estos edificios. El área se divide en partes iguales entre HGPS y CEDIMAT que comparten los terrenos con otras instituciones de salud, tales como la Organización Panamericana de la Salud (OPS / OMS), el Centro de Operaciones de Emergencia (COE) y la Comisión Presidencial para el sida (COPRESIDA), entre otros. Las primeras edificaciones fueron construidas por el Estado Dominicano. Estas organizaciones  son entidades sin ánimo de lucro, las cuales funcionan mediante la administración de dos Patronatos que fueron creados para tales fines:
El Hospital General de la Plaza de la Salud (HGPS) está dirigido técnica y administrativamente por un Patronato, creado mediante el Decreto número 131, el  18 de abril de 1996 y ratificado por el Congreso Nacional mediante la Ley No.78-99, de fecha 24 de julio de 1999, presidido desde el año 2001 por el Dr. Julio Amado Castaños Guzmán e integrado a su vez por 16 miembros/as.  Inició sus operaciones el 24 de marzo del  1997.
CEDIMAT fue creada mediante el Decreto del Poder Ejecutivo n.º 69-96, de fecha 12 de febrero de 1996 y es administrada por un Patronato presidido por Su Eminencia Reverendísima, Nicolás de Jesús Cardenal López Rodríguez, Arzobispo Metropolitano de Santo Domingo, perteneciente a la Iglesia Católica e integrado a su vez por 18 miembros/as. Inició sus operaciones en el mes de agosto del año 1999.
Ambas instituciones de la Plaza de la Salud aportan a la República Dominicana soluciones a los principales problemas médicos de la población bajo un modelo médico-social basado en los conceptos de solidaridad y apoyo humano. Estas instituciones se han convertido en centros de excelencia de la medicina dominicana, fijando los estándares de calidad para el país.
Mediante Ley 163-03 de fecha 10 de febrero del 2003,  fue aprobado el contrato de donación entre el Estado Dominicano y los Patronatos del HGPS y de CEDIMAT para la cesión y traspaso de los terrenos de la Plaza de la Salud.  La Ley fue promulgada por el Poder Ejecutivo, en fecha 13 de septiembre del año 2003.